# Hugo III van Chalon
Hugo III van Chalon (circa 1220 - 1266) was van 1248 tot 1266 samen met zijn echtgenote Adelheid graaf van Bourgondië. Hij behoorde tot het huis Ivrea.

## Levensloop
Hij was een zoon van graaf Jan I van Chalon en Mahaut van Bourgondië, dochter van hertog Hugo III van Bourgondië.
Op 1 november 1236 huwde hij met Adelheid van Bourgondië. In 1248 erfden Hugo en zijn echtgenote na de dood van zijn schoonbroer, graaf Otto III van Bourgondië, het vrijgraafschap Bourgondië. Hij bleef het vrijgraafschap besturen tot aan zijn dood in 1266.

## Nakomelingen
Hugo III en Adelheid kregen volgende kinderen:
- Otto IV (1248-1302), graaf van Bourgondië
- Hugo (overleden in 1312), heer van Montbrison en Aspremont
- Stefanus (overleden in 1299)
- Reinoud (overleden in 1321), graaf van Montbéliard
- Hendrik
- Jan (overleden in 1302), graaf van Montaigu
- Alix, werd zuster in de abdij van Fontevraud
- Elisabeth (overleden in 1275), huwde met graaf Hartman van Kyburg
- Hippolyte, huwde met graaf Aymer IV van Poitiers en Diois
- Guyonne (overleden in 1316), huwde met heer Thomas III van Piëmont
- Margaretha, werd zuster in de abdij van Fontevraud
- Agnes, huwde met graaf Filips II van Vienne